# Красный нитепёрый снэппер
Красный нитепёрый снэппер, или красно-бурый нитепёрый снэппер, или бурый нитепёрый снэппер (лат. Pristipomoides filamentosus), — вид лучепёрых рыб семейства луциановых (Lutjanidae). Распространены в Индо-Тихоокеанской области. Максимальная длина тела 100 см.

## Описание
Тело удлинённое, несколько сжато с боков, относительно низкое; высота тела на уровне начала спинного плавника укладывается 3,3—3,6 раз в стандартную длину тела. Окончание верхней челюсти доходит до вертикали, проходящей через начало глаза. На обеих челюстях зубы в передней части немного увеличенные, конической формы; а внутренние зубы ворсинчатые. Есть зубы на сошнике и нёбе. На сошнике зубы расположены в виде пятна треугольной формы. Язык без зубов. Межглазничное пространство плоское. На первой жаберной дуге 22—26 жаберных тычинок, из них на верхней части 7—8, а на нижней 15—18. Один спинной плавник с 10 жёсткими и 11—12 мягкими лучами. В анальном плавнике 3 жёстких и 8 мягких лучей. Жёсткая и мягкая части плавника не разделены выемкой. Последний мягкий луч спинного и анального плавников сильно удлинённый, заметно длиннее остальных лучей. На верхней челюсти, мембранах спинного и анального плавников нет чешуи. Есть чешуя на жаберной крышке. Грудные плавники длинные с 15—16 мягкими лучами, их окончания доходят до анального отверстия. Хвостовой плавник серпообразный. В боковой линии от 60 до 65 чешуек. Ряды чешуи на спине идут параллельно боковой линии.
Окраска тела очень вариабельна. Спина и бока могут быть от коричневатого до лавандового или красновато-фиолетового цвета. На рыле и межглазничном пространстве есть узкие жёлтые линии и синие пятна (при консервации пятна становятся тёмными). Спинной и хвостовой плавники светло-голубые или лавандовые с красновато-оранжевыми краями.
Максимальная длина тела 100 см, обычно до 50 см. Максимальная масса тела 8,2 кг.

## Биология
Морские бентопелагические рыбы. Обитают у скалистых рифов на глубине от 80 до 360 м. В состав рациона входят мелкие рыбы, креветки, крабы, амфиподы, асцидии, сальпы.
У Гавайских островов впервые созревают в возрасте 2—3 года, нерестятся с марта по декабрь с пиком с мая по сентябрь. Самки красного нитепёрого снэппера впервые созревают при длине тела 36—38 см, а самцы — при длине тела 40—42 см. У Сейшельских островов нерестятся с октября по апрель с пиком в феврале — апреле и ноябре. Максимальная продолжительность жизни 40 лет.

## Ареал
Широко распространены в Индо-Тихоокеанской области от Гавайских островов и Таити до восточного побережья Африки. В западной части Тихого океана встречаются от Австралии (Квинсленд, Новый Южный Уэльс) и островов Лорд-Хау и Норфолк до юга Японии.

## Взаимодействие с человеком
В некоторых регионах является промысловой рыбой. Ловят ручными и донными ярусами. Реализуются в свежем виде. Международный союз охраны природы присвоил этому виду охранный статус «Вызывающий наименьшие опасения».